# Капувари, Габор
Габор Капувари (венг. Kapuvári Gábor, р.17 января 1974) — венгерский борец вольного стиля, призёр чемпионатов Европы.

## Биография
Родился в 1974 году в Будапеште. В 1998 году занял 5-е место на чемпионате Европы, и 11-е — на чемпионате мира. В 1999 году занял 20-е место на чемпионате мира. В 2000 году стал бронзовым призёром чемпионата Европы, а кроме того принял участие в Олимпийских играх в Сиднее, где занял 7-е место. В 2002 году занял 22-е место на чемпионате мира.